# فرودگاه گریت یارموث–نرث دنس
فرودگاه گریت یارموث–نرث دنس (به انگلیسی: Great Yarmouth – North Denes Airport) (به زبان بومی: Great Yarmouth - North Denes Airport) یک فرودگاه خصوصی است که یک باند فرود چمن دارد و طول باند آن ۴۸۰ متر است. این فرودگاه در کشور انگلستان قرار دارد و در ارتفاع ۰ متری از سطح دریا واقع شده‌است.